# Krzysztof Karwowski (dziennikarz telewizyjny)
Krzysztof Karwowski (ur. 28 listopada 1963 w Warszawie) – polski dziennikarz, tłumacz, ambasador RP w Maroku (2020–2024).

## Życiorys
W dzieciństwie spędził 4 lata w Tangerze w Maroku, gdzie uczęszczał do francuskiej szkoły, gdzie jego ojciec pracował jako inżynier. Był zaangażowany w działalność opozycyjną, m.in. jako tłumacz języka francuskiego w biurze zagranicznym. W latach 80. współpracował z mediami francuskimi, dziennikami „Ouest-France”, „Les Dernières Nouvelles d’Alsace”, „Libération”, „Le Monde”, czy telewizją France 3.
Studiował w latach 1982–1987 na Wydziale Inżynierii Lądowej Politechniki Warszawskiej. W 1988 został członkiem reaktywowanej Polskiej Partii Socjalistycznej. W 1989 działał w Komitecie Obywatelskim „Solidarność”, był zaangażowany w kampanii wyborczej do Sejmu i Senatu. W 1993 współzakładał Ligę Republikańską.
Od 1991 pracował w dzienniku Nowy Świat, a następnie w Nowej Gazecie, jako szef działu zagranicznego, oraz krajowego. Współpracował z dziennikiem France 3. W latach 1993–1994 w agencji SIS-Serwis, jako reporter, redaktor i z-ca redaktora naczelnego. Przez krótki okres współpracował z V Programem Polskiego Radia, skąd trafił do Informacji TV Polsat, gdzie pracował do końca 2000 jako reporter, wydawca zagranicznych serwisów i wydawca głównych dzienników.
W latach 2001–2002 w Wydarzeniach TV Puls, jako wydawca, a następnie szef i zastępca szefa Redakcji Informacji oraz szef Serwisu Pulsu. W latach 2002–2007 kierował newsroomem Telekomunikacji Polskiej. Od sierpnia 2007 do lipca 2008 ponownie w TV Puls jako szef wydawców Puls Raportu, a potem zastępca dyrektora programów informacyjnych. Od sierpnia 2008 zastępca szefa Redakcji Panoramy TVP2, a następnie od 2009 kierownik Redakcji Teleexpressu. Pracował także w Telewizji Republika. Od 2016 w TVP jako zastępca, a następnie dyrektor Programu I, doradca zarządu TVP i do września 2019 dyrektor Agencji Kreacji Publicystyki, Dokumentu i Audycji Społecznych TVP.
W 2020 otrzymał nominację na ambasadora RP w Maroku, z jednoczesną akredytacją w Mauretanii. Placówkę objął 21 lipca 2020. Kopie listów uwierzytelniających złożył 25 sierpnia 2020. Urzędowanie zakończył w lipcu 2024.
Biegle włada językiem francuskim, bardzo dobrze angielskim i rosyjskim. Żonaty z Elżbietą Karwowską, pracowniczką Kancelarii Senatu RP. Są rodzicami Krzysztofa i Mikołaja.